# ブランドン・ナカシマ
ブランドン・ナカシマ（Brandon Nakashima, 2001年8月3日 -）は、アメリカ合衆国・サンディエゴ出身の男子プロテニス選手。ATPランキング自己最高位はシングルス29位、ダブルス240位。ATPツアーではシングルス1勝、ダブルス1勝をそれぞれ挙げている。身長188cm。右利き、バックハンド・ストロークは両手打ち。
2022年Next Gen ATPファイナルズ優勝者。日系アメリカ人の父とベトナム出身の母を持つ。

## 選手経歴

### 2021年 トップ100入り
ロス・カボス・オープンで初の決勝進出。決勝ではキャメロン・ノリーに敗れた。アトランタ・オープンでは決勝でジョン・イズナーに6-7(8), 5-7のストレートで敗れ、2週連続で準優勝を飾り、試合後には「このようなトッププレーヤーたちと一緒に2週連続で良いテニスができたことは、大きな自信となった」と語った。ネクストジェネレーション・ATPファイナルズでは、ラウンドロビンを突破したが、準決勝でセバスチャン・コルダに敗れた。

### 2022年 ツアー初優勝 トップ50入り
全仏オープンでは初の3回戦進出。3回戦ではアレクサンダー・ズベレフに敗れた。ウィンブルドンでは初のグランドスラム4回戦進出。4回戦ではニック・キリオスに敗れたが、大会後には初のトップ50入りを果たす。地元のサンティエゴでは決勝でマルコス・ギロンを6-4, 6-4のストレートで破り、ATPツアー初優勝を果たす。ネクストジェネレーション・ATPファイナルズではラウンドロビンを無敗で通過し、準決勝ではジャック・ドレイパー、決勝でイジー・レヘチカを破り、初優勝を飾った。

### 2025年 トップ30入り
全豪オープンでは1回戦で第21シードのベン・シェルトンに6-7(3), 5-7, 5-7のストレートで敗れ、初戦敗退となった。2月のデルレイビーチ・オープンではミオミル・キツマノビッチと組み、決勝でエヴァン・キング/クリスチャン・ハリソン組を7-6(3), 1-6, 10-3で破り、ダブルスツアー初優勝を挙げた。3月からは好調を見せ、アカプルコではベスト4進出。BNPパリバ・オープンとマイアミ・オープンではATPマスターズ1000ベスト16入りを果たした。クレーシーズンとなって4月のヒューストンでもベスト4進出。マドリード・オープンでは初のベスト16入り。大会後には世界ランキング29位となり、トップ30入りを果たした。全仏オープンでは第28シードとして出場するも、マリアーノ・ナヴォーネに6-7(2), 6-4, 1-6, 2-6で初戦敗退。

## ATPツアー決勝進出結果

### シングルス: 3回 (1勝2敗)
| 大会グレード                    |
| グランドスラム (0–0)            |
| ATPファイナルズ (0–0)           |
| ATPツアー・マスターズ1000 (0-0) |
| ATPツアー500 (0-0)              |
| ATPツアー250 (1-2)              |

| サーフェス別タイトル |
| ハード (1-2)         |
| クレー (0-0)         |
| 芝 (0–0)             |

| 結果   | No. | 決勝日        | 大会         | サーフェス | 対戦相手           | スコア         |
| ------ | --- | ------------- | ------------ | ---------- | ------------------ | -------------- |
| 準優勝 | 1.  | 2021年7月24日 | ロス・カボス | ハード     | キャメロン・ノリー | 2-6, 2-6       |
| 準優勝 | 2.  | 2021年8月1日  | アトランタ   | ハード     | ジョン・イズナー   | 6-7(8-10), 5-7 |
| 優勝   | 3.  | 2022年9月25日 | サンティエゴ | ハード     | マルコス・ギロン   | 6-4, 6-4       |

## 成績

### 大会最高成績
| 大会                     | 成績 | 年         |
| ------------------------ | ---- | ---------- |
| ATPファイナルズ          | A    | 出場なし   |
| インディアンウェルズ     | 4R   | 2025       |
| マイアミ                 | 4R   | 2025       |
| モンテカルロ             | 1R   | 2025       |
| マドリード               | 4R   | 2024       |
| ローマ                   | 3R   | 2025       |
| カナダ                   | 3R   | 2024       |
| シンシナティ             | 3R   | 2024       |
| 上海                     | 3R   | 2023       |
| パリ                     | 1R   | 2022, 2024 |
| オリンピック             | A    | 出場なし   |
| デビスカップ             | QF   | 2024       |
| Next Gen ATPファイナルズ | W    | 2022       |